# Romfartuna landskommun
Romfartuna landskommun var en kommun i Västmanlands län.

## Administrativ historik
Kommunen bildades 1863 i Romfartuna socken i Norrbo härad i Västmanland.
Vid kommunreformen 1952 inkorporerades kommunen i Skultuna landskommun.